# Buldorf (Gemeinde Straßburg)
Buldorf ist eine Ortschaft in der Gemeinde Straßburg im Bezirk St. Veit an der Glan in Kärnten. Die Ortschaft hat 0 Einwohner (Stand 1. Jänner 2024). 

## Lage
Die Ortschaft liegt im Osten der Gemeinde Straßburg, auf dem Gebiet der Katastralgemeinde St. Georgen, etwa 500 Meter südlich und 50 Höhenmeter über der Gurk, gegenüber der Mündung der Metnitz in diesen Fluss, unweit der Friesacher Straße. 

## Geschichte

### Burg Buldorf
Mit der Errichtung von Burg Buldorf sicherten die Kärntner Herzöge wohl den Weg ins Gurktal. 1204 wird ein Heinrich von Puolendorf urkundlich genannt, 1216 die Herren Meinhard und Heinrich von Pulndorf. Die Burg wurde beim Aufstand steirischer und kärntnerischer Adeliger gegen die Habsburger 1292 von salzburgischen Truppen gestürmt und zerstört. Von der Burg sind keine Reste mehr erhalten; ihr genauer Standort ist umstritten. Urkundlich ist jedenfalls belegt, dass sie in der Nähe der Burgen Pöckstein und Rabenstein lag, und der überlieferte Name Buldorf für die heutige Ortschaft wird als Hinweis auf die Nähe der ehemaligen Burg gewertet. 1861 wird in einem Führer durch Kärnten sogar erwähnt: „Im Westen von Zwischenwässern stehen die kaum noch sichtbaren Ruinen der Burg Bulldorf, welche schon im Jahre 1292 zerstört wurde.“

### Ort Buldorf
Das Haus Buldorf Nr. 1 wurde im Franziszeischen Kataster als Jägerhaus bezeichnet. Seit Gründung der Ortsgemeinden Mitte des 19. Jahrhunderts gehört Buldorf zur Gemeinde Straßburg. Zunächst wurde es hier als Teil der Ortschaft Zwischenwässern (das heutige Pöckstein-Zwischenwässern) geführt; erst 1971 begann man Buldorf als eigene Ortschaft zu zählen.

## Bevölkerungsentwicklung
Bei den Volkszählungen 1869, 1880 und 1890 wurden für Buldorf keine Daten veröffentlicht. Immerhin wurde es 1880 und 1890 namentlich erwähnt als Einzelhaus, das zum Ortschaftsbestandteil Zwischenwässern der Ortschaft Zwischenwässern gehörte. 
Seither wurden für Buldorf folgende Einwohnerzahlen ermittelt:
- 1900: 1 Haus, 10 Einwohner (als Ortschaftsbestandteil von Zwischenwässern)[3]
- 1910: 1 Haus, 14 Einwohner (als Ortschaftsbestandteil von Zwischenwässern)[4]
- 1923: 2 Häuser, 19 Einwohner (als Ortschaftsbestandteil von Zwischenwässern)[5]
- 1951: 2 Häuser, 15 Einwohner (als Ortschaftsbestandteil von Zwischenwässern)[6]
- 1961: 2 Häuser, 14 Einwohner (als Ortschaftsbestandteil von Zwischenwässern)[7]
- 2001: 2 Gebäude (davon 1 mit Hauptwohnsitz) mit 1 Wohnung; 15 Einwohner und 1 Nebenwohnsitzfall; 1 Haushalt; 0 Arbeitsstätten, 0 land- und forstwirtschaftliche Betriebe[8]
- 2011: 2 Gebäude, 0 Einwohner, 0 Haushalte, 0 Arbeitsstätten[9]
- 2021: 2 Gebäude, 0 Einwohner, 0 Haushalte, 0 Arbeitsstätten[10]